# Xenogenesis
Ne doit pas être confondu avec Xenogenesis (série littéraire).
Pour plus de détails, voir Fiche technique et Distribution.
Xenogenesis est un court métrage américano-canadien réalisé par James Cameron et Randall Frakes et sorti en 1978. Il s'agit de la première réalisation de James Cameron.

## Synopsis
Une femme et un ingénieur sont envoyés dans un gigantesque vaisseau spatial pour chercher dans l'espace un endroit où commencer un nouveau cycle de vie. L'homme, Raj, décide de jeter un coup d'œil autour du vaisseau. Il tombe sur un gigantesque robot nettoyeur, qui s'en prend à lui. Un combat s'ensuit, et Raj manque de tomber dans un précipice. Laurie, à bord d'une machine en forme d'araignée, doit affronter le robot.

## Fiche technique
Sauf indication contraire, les informations mentionnées dans cette section peuvent être confirmées par la base de données cinématographiques IMDb,  présente dans la section « Liens externes ».
- Titre original : Xenogenesis
- Réalisation et scénario : James Cameron et Randall Frakes (en)R
- Musique : Bernard Herrmann
- Décors : James Cameron
- Costumes : Shirley Lowe
- Production : James Cameron, Randall Frakes et Alvin J. Weinberg
- Société de production : Xenogen Production
- Budget : 20 000 dollars
- Pays de production :  États-Unis,  Canada
- Langue originale : anglais
- Format : couleur
- Genre : science-fiction
- Durée : 12 minutes

## Distribution
- William Wisher Jr. : Raj
- Margaret Umbel : Laurie

## Production
Cameron a recueilli 20 000 dollars de la part du dentiste local dans le cadre du financement du film. La plupart du film a été tourné dans son salon et les méthodes qu'il a utilisées étaient autodidactes,. Apprenant au fur et à mesure, Cameron a dit qu'il se sentait comme un médecin qui fait sa première intervention chirurgicale.
Il a été noté dans A Critical Companion to James Cameron que la scène d'Aliens où Ellen Ripley crie sur la Reine Alien était similaire à une scène de ce film. Il a également été noté qu'un grand nombre des thèmes qui apparaîtront dans les films ultérieurs de Cameron, dont un fort personnage féminin, se retrouvent pour la première fois ici.
Le dentiste s'est retiré du projet sur la base de la démo projetée, mais le travail a été considéré comme suffisamment avancé par Roger Corman pour permettre à Cameron de travailler sur Piranha II et Les Mercenaires de l'espace .

## Sortie
Le film est disponible sur YouTube 